# Вавжинець Дайчак
Лаврентій Дайчак (пол. Wawrzyniec Dayczak; 27 серпня 1882, Ренів нині Тернопільського району — 28 квітня 1968, Ярослав) — польський архітектор, педагог, політичний діяч, військовик.

## Біографія
Народився в селі Ренів (нині Тернопільського району Тернопільської області, Україна) у сім'ї селян. Був найстаршим сином у родині. Навчався в гімназії у Бродах. У той час винаймав помешкання у видавця Фелікса Веста. Вступив на архітектурний відділ Політехнічної школи у Львові. Ще під час навчання, 1906 року спроєктував храм для рідного села та кількох сусідніх. 1911 року закінчив навчання, диплом отримав 1915 року. Заснував і до 1912 року очолював польську незалежницьку організацію сільської молоді «Дружини бартошові» (пол. Drużyny Bartoszowe). До початку Першої світової війни був головним редактором друкованого органу організації — часопису «Dzwon».
Під час війни служив в австрійському війську. Належав до таємної організації «Польські кадри військові», 1 листопада 1918 року у чині підпоручника мобілізований до Війська польського. Брав участь в українсько-польській війні. Відбував практику у фірмі Альфреда Захаревича і Євгена Червінського. Працював на відбудові знищених війною об'єктів. 1923 року здав авторизаційний екзамен. 1925 року заснував власне архітектурне бюро, яке діяло до 1939 року. Був єдиним польським делегатом на міжнародному конгресі інженерів 1928 року у Празі. До 1940 року працював у Львові та на Львівщині. 1945 року разом із родиною оселився у Ярославі, де близько 20 років викладав у Державній будівельній школі. Наприкінці 1940-х — початку 1950-х років спроєктував ряд костелів в околицях Перемишля і Ряшева, більшість з яких вдалось реалізувати. Будував споруди різноманітного призначення у стилях ар деко і функціоналізму, займався реставрацією пам'яток. Спорудив понад 300 храмів на території Західної України. З майстерні Дайчака вийшли кілька відомих архітекторів та науковців, таких як Збігнєв Хвалібуг, Єжи Гаврот, Марія Лілієн, Тадеуш Олекси, Тадеуш Стапф. Помер 28 квітня 1968 року у Ярославі. Похований на Повонзківському цвинтарі у Варшаві.

## Роботи
- Келії домініканського монастиря в Підкамені (1916).
- Притулок у Львові на нинішній вулиці Стуса, 38, що належав приватній жіночій Рільничій школі Яніни Карлович (1925, у співпраці з С. Брунарським), згодом добудував будівлю самої школи (1929)[1]. У повоєнні часи ветеринарно-зоотехнічний технікум[2] та його гуртожиток, нині тут Інститут біології тварин НААН України, який було засновано у 1960 році.
- Реставрація інтер'єрів Чорної кам'яниці на площі Ринок у Львові (1926).
- Вілла професора Львівської політехніки Бенедикта Фулінського на вулиці Тарнавського, 82 (1926)[3].
- Кіоск «Рудки» на Східних торгах у Львові (1928)[4].
- Реконструкція кінотеатру «Casino» у подвір'ї будинку № 5 на проспекті Свободи (1929)[5].
- Житловий будинок на вулиці Антоновича, 25 (1931).
- Переобладнання у стилі конструктивізму першого поверху (з фасадом) будинку на вулиці Галицькій, 21 для Галицької ощадної каси (1931)[6].
- Санаторій у Моршині, збудований на замовлення Лікарського товариства (початок 1930-х).
- Нагляд за реконструкцією кам'яниці на вулиці Федорова, 1 у Львові, виконаною Тадеушем Солецьким 1931 року за власним проєктом[7].
- Реконструкція аркових галерей палацу Корнякта у Львові (1931).
- Реконструкція вілли на вулиці Драгоманова, 48 (1931).
- Дім парафії з кінотеатром при костелі св. Франциска на нинішній вулиці Лінкольна (1932—1933)[8].
- Вівтар парафіяльного костелу в Тернополі (1932—1933, скульптор Яніна Райхерт-Тот)[9].
- Пам'ятник на честь полеглих солдатів 51 піхотного полку на площі перед замком в Бережанах (1933, скульптор Яніна Райхерт-Тот)[9].
- Головний вівтар костелу святої Єлизавети в стилі ар деко (1928—1934), співавтори Людомил Гюркович, Юзеф Шостакевич, Яніна Райхерт-Тот[9].
- Дім громадського центру при монастирі францисканців на нинішній вулиці Короленка, 1а, збудований у 1932—1934 роках у стилі конструктивізму. Більшу частину споруди займав кінотеатр «Пакс» з глядацькою залою на 324 місця. У радянські часи, від 1939 року — кінотеатр імені Фелікса Дзержинського, згодом — імені В. Короленка. У 1990—2017 роках тут містився Російський культурний центр у Львові[5]. Від жовтня 2018 року — «Дім воїна»[10].
- Керівництво реставрацією колегіати Івано-Франківська у 1933—1935 роках. У співпраці з Вітольдом Равським[11].
- Будинок Вищої школи зовнішньої торгівлі, нині — Львівська комерційна академія на вулиці Туган-Барановського, 10 (1935). Керував будівництвом спільно з Мечиславом Штадлером. Із наданням школі статусу академії, у 1937—1938 роках споруду розбудовано за проєктом Дайчака (можливість розширення передбачалась первісним проєктом)[1].
- Деталізація і переробка за Тадеєм Обмінським проєкту костелу Матері Божої Остробрамської у Львові. Загальне керівництво спорудженням. Проєкти головного вівтаря, дерев'яних сповідальниць, мармурового амвона[12].
- Костел Найсвятішого Серця Ісуса у Львові, нині греко-католицька церква (1938).[13].
- Перебудова костелу Успіння Пресвятої Діви Марії в Надвірній (1930-ті)[14]
- Костели Воздвиження Чесного Хреста[15] в Єлиховичах (1937), Хлопах коло Комарного (1936—1937), Косин коло Переворська (1935—1938)[16].
- Філіальний костел у Борині. Спорудження розпочато 1939 року за проєктом, початково передбаченим для Борислава-Губичів. Через початок другої світової війни не завершено[17]. В радянські часи приміщення пристосовано під кінотеатр, а 2002 року розпочато перебудову на церкву[18].
- Костел у селі Мединя-Глоговська (проєкт 1946).
- Костел святого Войцеха в селі Тшебовніско. Проєкт 1936 року. 1958 року Дайчак створив додатковий проєкт, який передбачав видовження нави і добудову вежі над входом. Реалізований лише у кінці 1990-х[19].
- Костел святого Альфонса Родрігеса в Пеняках[20].
- Костел святого Миколая у с. Цвітова Калуського району Івано-Франківської області (проєкт 1937 року).

Нереалізовані проєкти
- Проєкт пам'ятника невідомим воїнам на 28 полі Янівського цвинтаря (1916)[21].
- Конкурсний проєкт костелу Матері Божої Остробрамської (1929).
- Проєкт костелу Воздвиження Чесного Хреста в Кривчицях під Львовом (1931). Проєкт не реалізовано, однак він ліг в основу нового, розробленого невідомим архітектором. Нині це православний храм Різдва Пресвятої Богородиці[22].
- Проєкт дієцезіального музею на нинішній вулиці Кривоноса у Львові (1939).

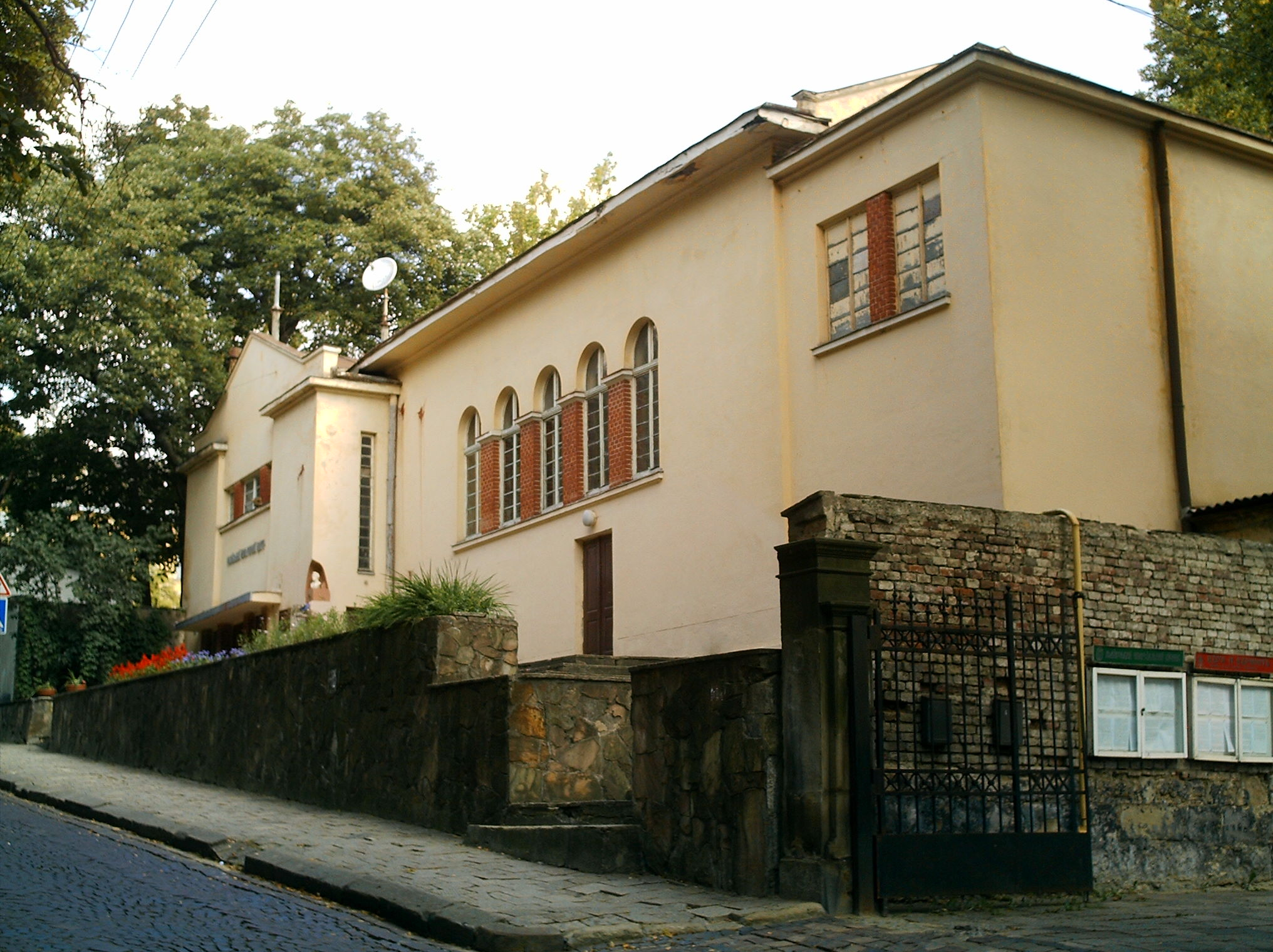
Громадський центр францисканців у Львові
Кіоск «Рудки» на Східних торгах
Львівська комерційна академія
Церква Найсвятішого Серця Ісуса у Львові
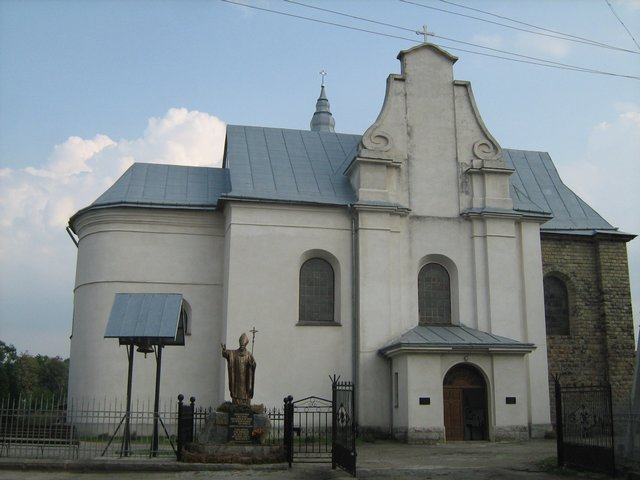
Костел Внебовзяття в Надвірній